# Louhans
Louhans is een Franse gemeente in het departement Saône-et-Loire in de regio Bourgogne-Franche-Comté. De plaats is de onderprefectuur van het arrondissement Louhans. De gemeente telde 6.483 inwoners op 1 januari 2022.

## Geschiedenis
In de negende eeuw schonk Lodewijk de Stamelaar het dorp Louhans aan de abdij van Tournus. In de dertiende eeuw werd Louhans een handelscentrum. De plaats lag gunstig tussen de Jura en het dal van de Saône en vooral het transport van zout was belangrijk. Bij de samenvloeiing van de Seuille en de Saône werd er tol geheven. Henri d'Antigny schonk stadsrechten aan Louhans (1269) en liet een stadsmuur en grachten rond de stad aanleggen. In de volgende eeuwen bloeide de handel in laken en stoffen gemaakt van hennep. In de zestiende eeuw kwam er een einde aan deze bloei door gewapende conficten. Louhans bleef wel een landbouwcentrum met grote regionale markten.
In 2013 fuseerde de landelijke buurgemeente Châteaurenaud met Louhans.

## Geografie
De oppervlakte van Louhans bedroeg op 1 januari 2022 22,58 vierkante kilometer; de bevolkingsdichtheid was toen 287,1 inwoners per km². De Seille, een zijrivier van de Saône, stroomt door de gemeente.
De onderstaande kaart toont de ligging van Louhans met de belangrijkste infrastructuur en aangrenzende gemeenten.

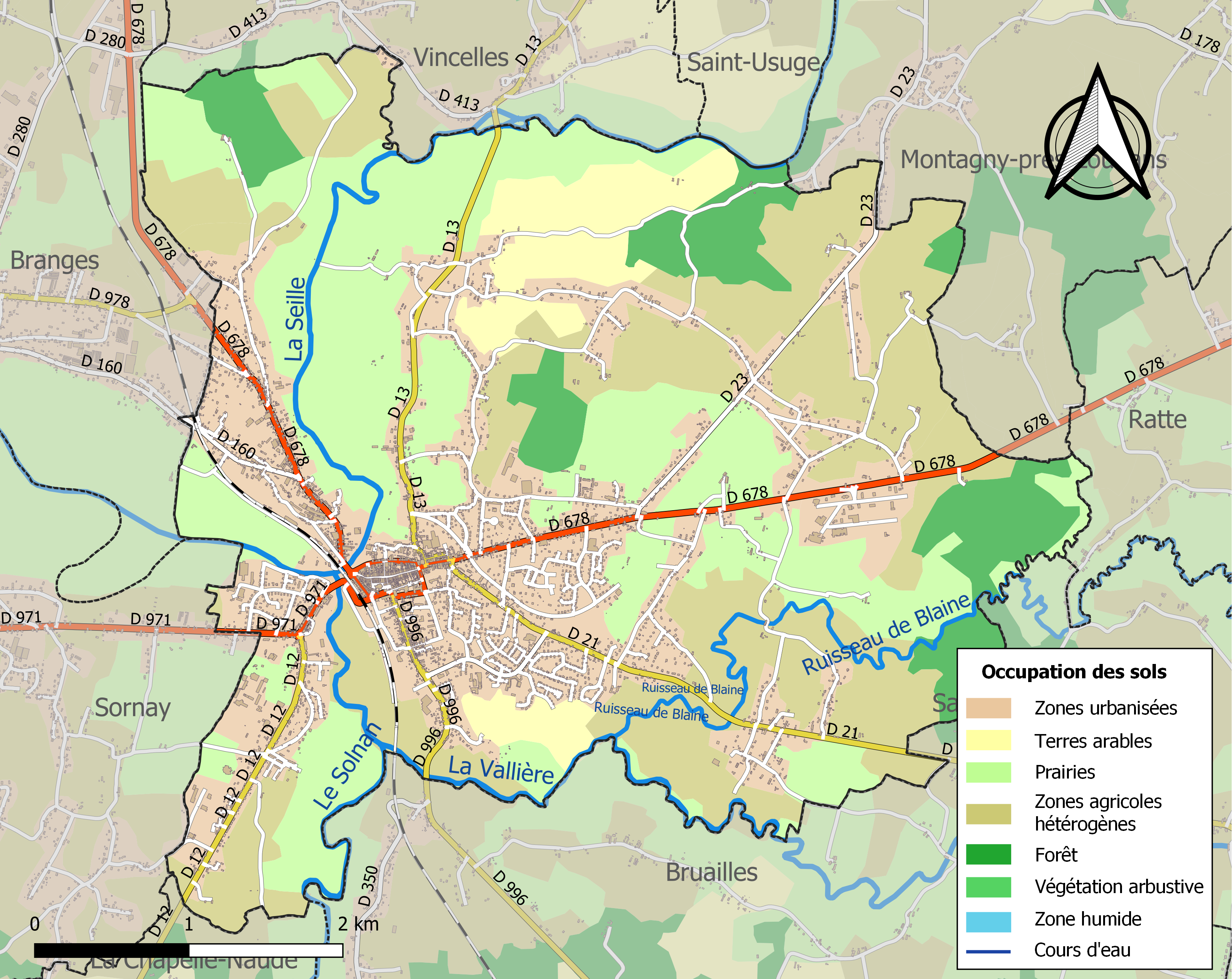

## Demografie
Onderstaande figuur toont het verloop van het inwoneraantal van Louhans vanaf 1962.
Bron: Frans bureau voor statistiek. Cijfers inwoneraantal volgens de definitie 
population sans doubles comptes (zie de gehanteerde definities)

## Bezienswaardigheden
Langs de Grande Rue van Louhans staan vijftiende-eeuwse huizen met 157 arcades. Het is een historisch monument. Het Hôtel-Dieu dateert uit 1682 en herbergt een apotheek met porselein uit de vijftiende en zestiende eeuw. Het bleef in gebruik als ziekenhuis tot 1977. De kerk Saint-Pierre werd gebouwd in de vijftiende eeuw en heeft een dak met geëmailleerde dakpannen, hetgeen typisch is voor Bourgondië. De Tour Saint-Pierre (1570) en de Tour Saint-Paul (zeventiende eeuw) zijn twee torens die deel uitmaakten van de stadsmuur rond Louhans.
De plaats ligt in de streek Bresse Bourguignonne. Louhans is bekend vanwege zijn markt waar Bresse-gevogelte wordt verhandeld. Elke maandag is er markt.

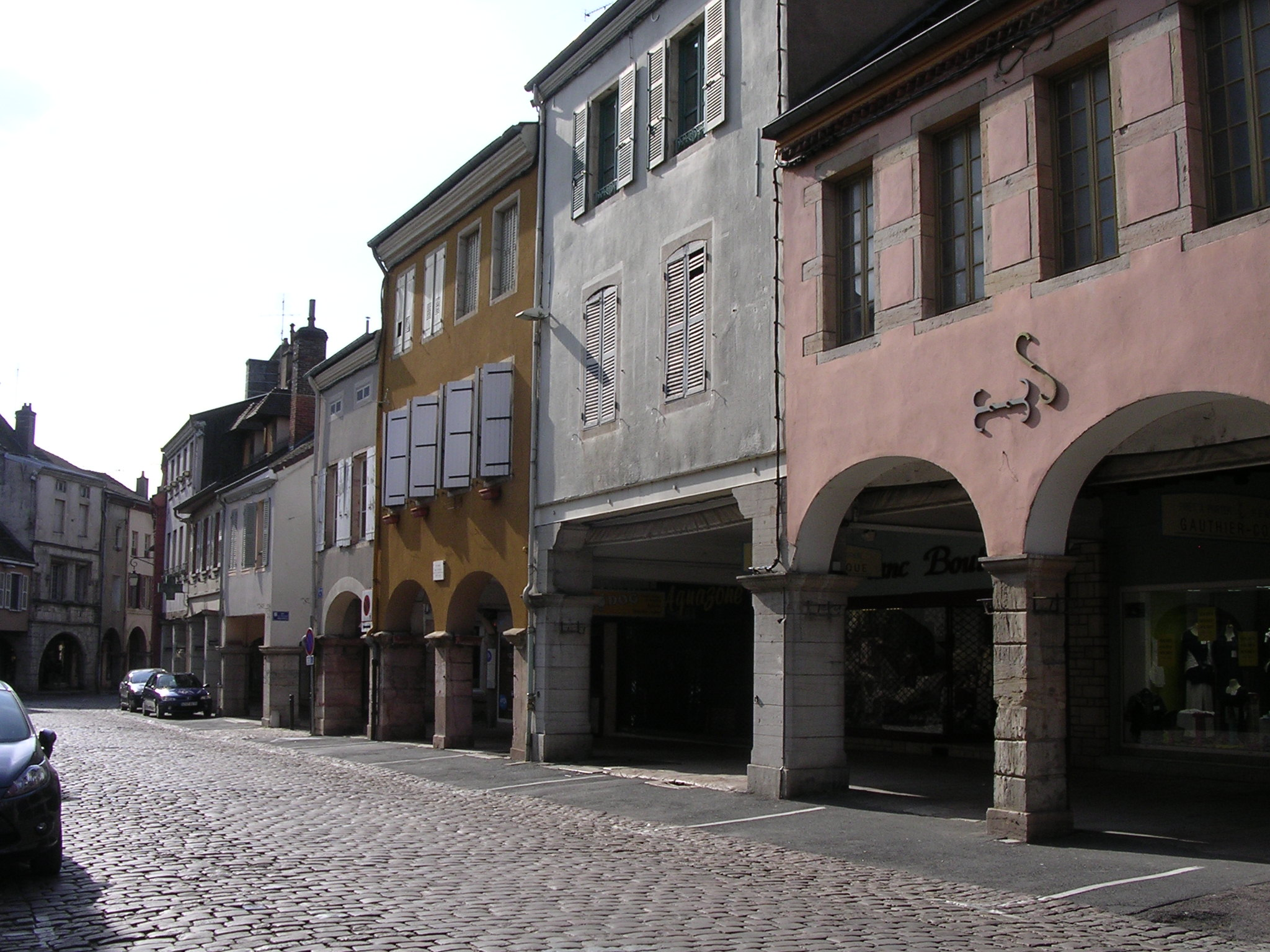
Arcades
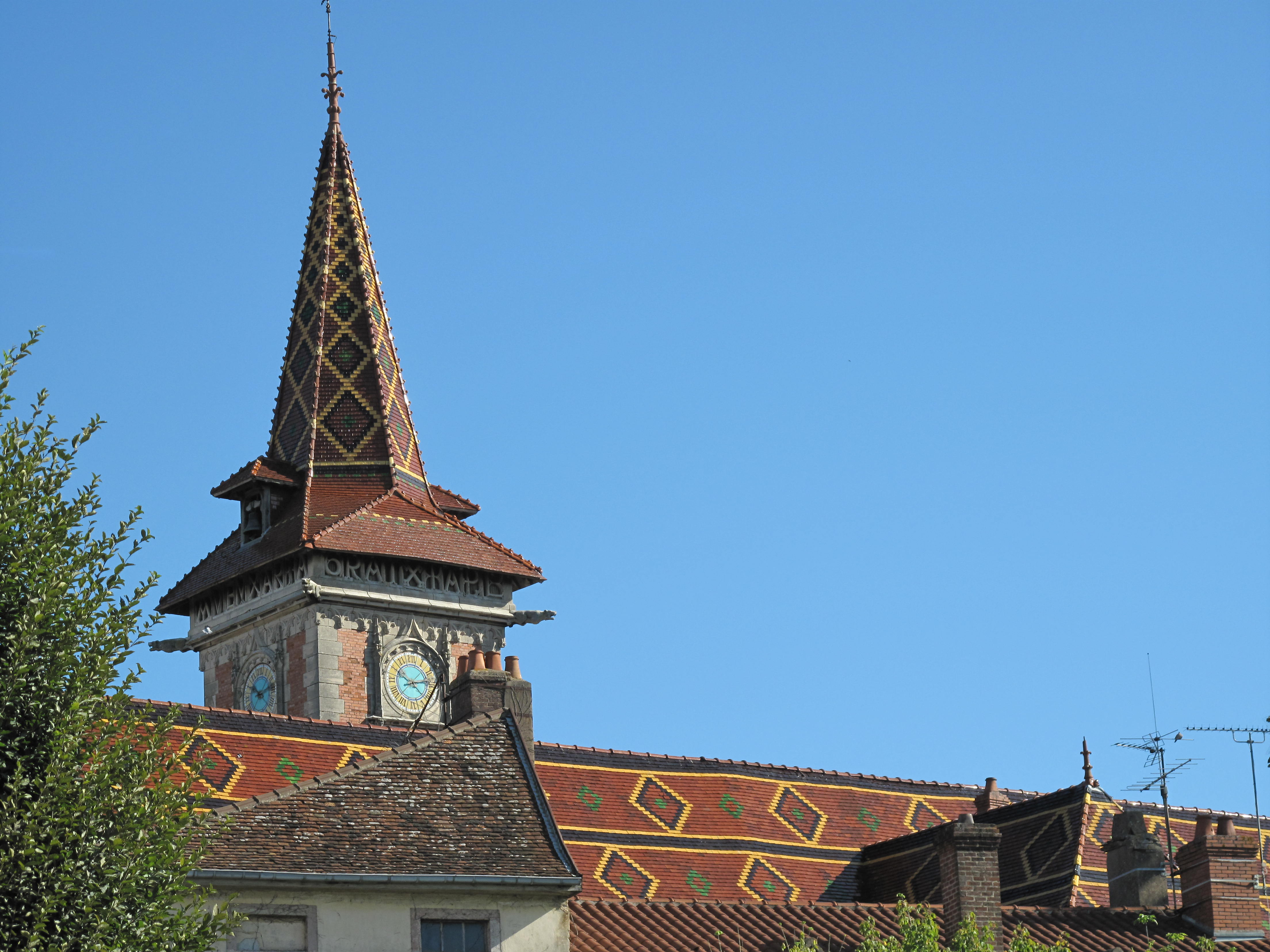
Kerk Saint-Pierre
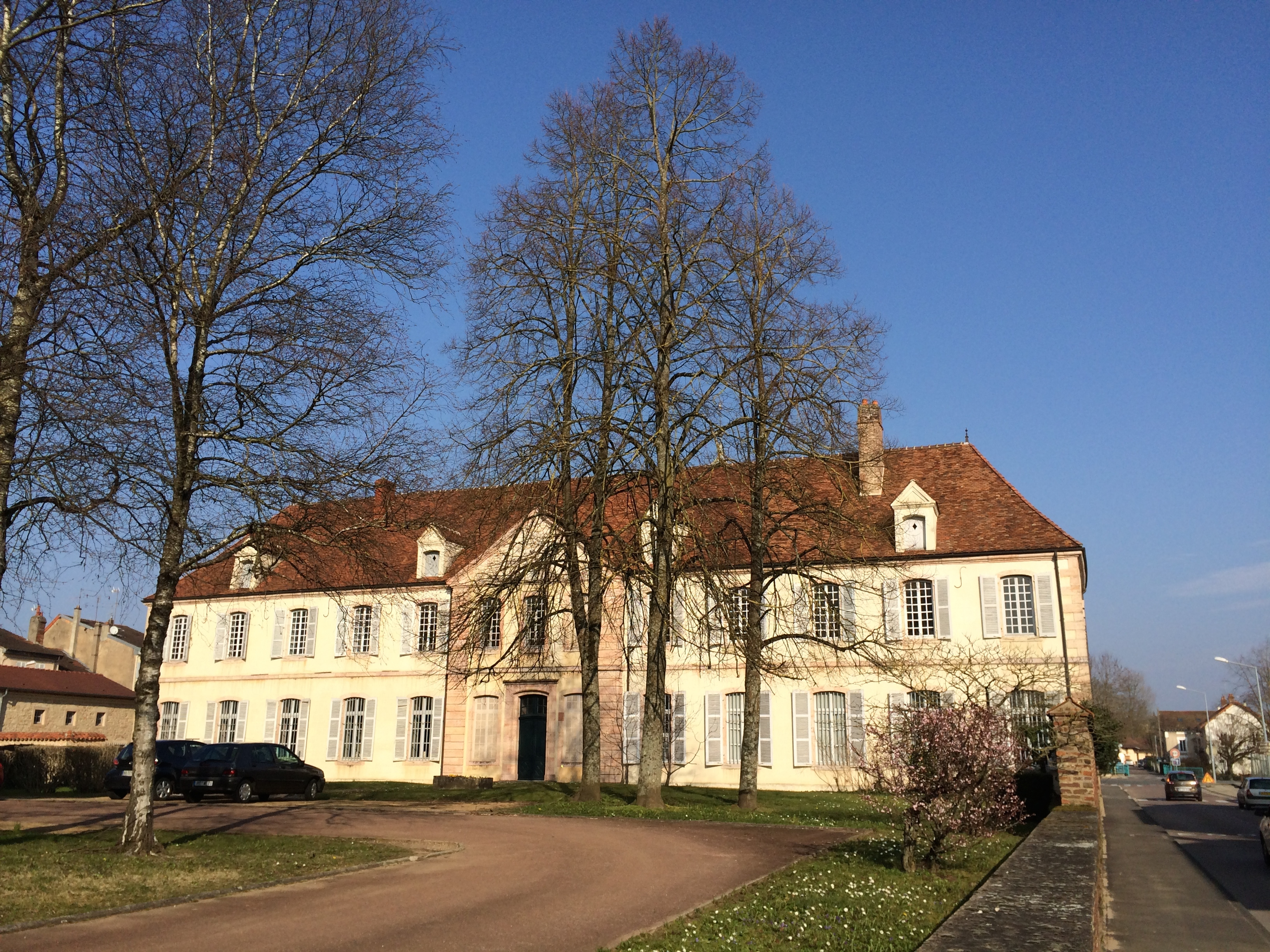
Hôtel-Dieu
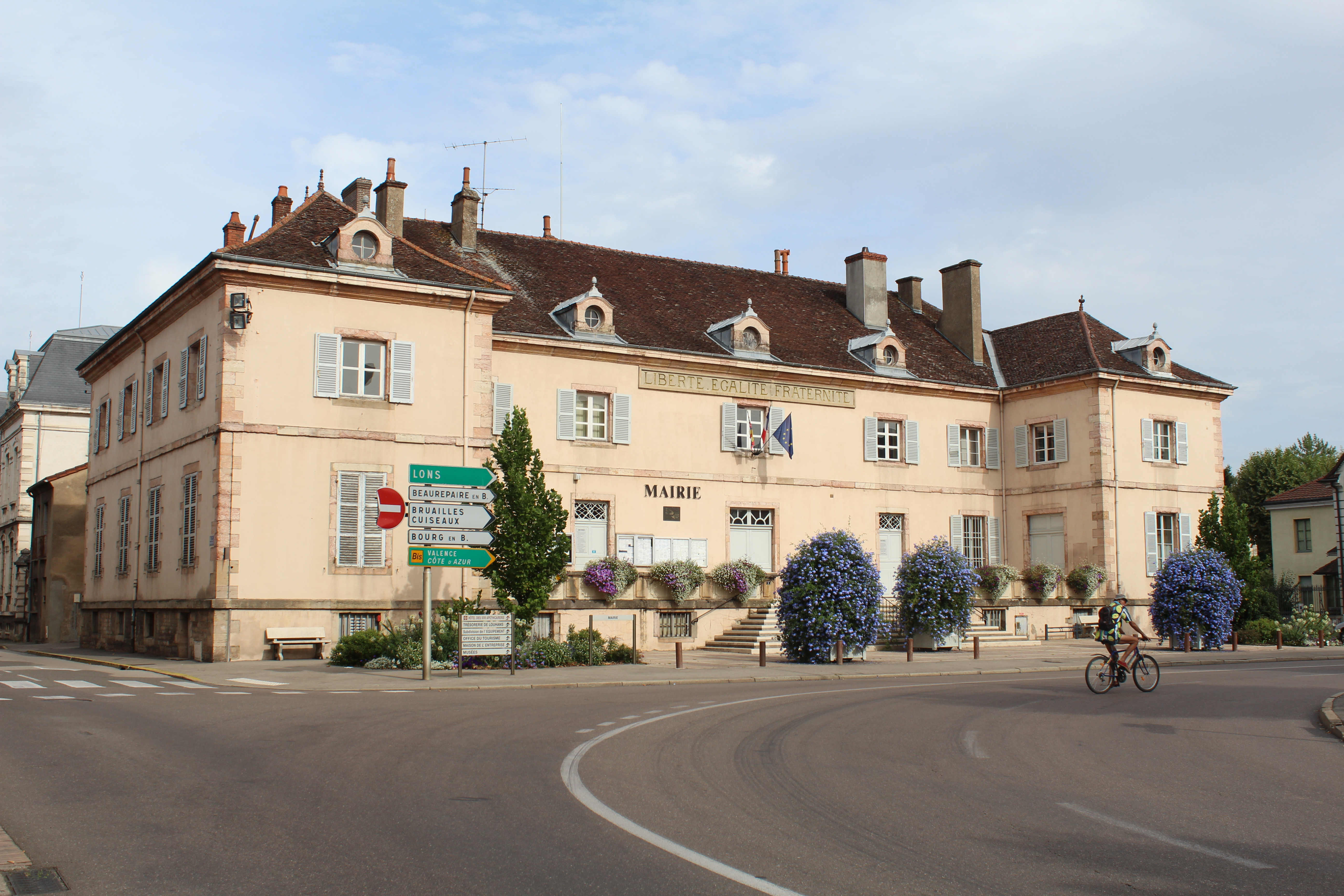
Gemeentehuis
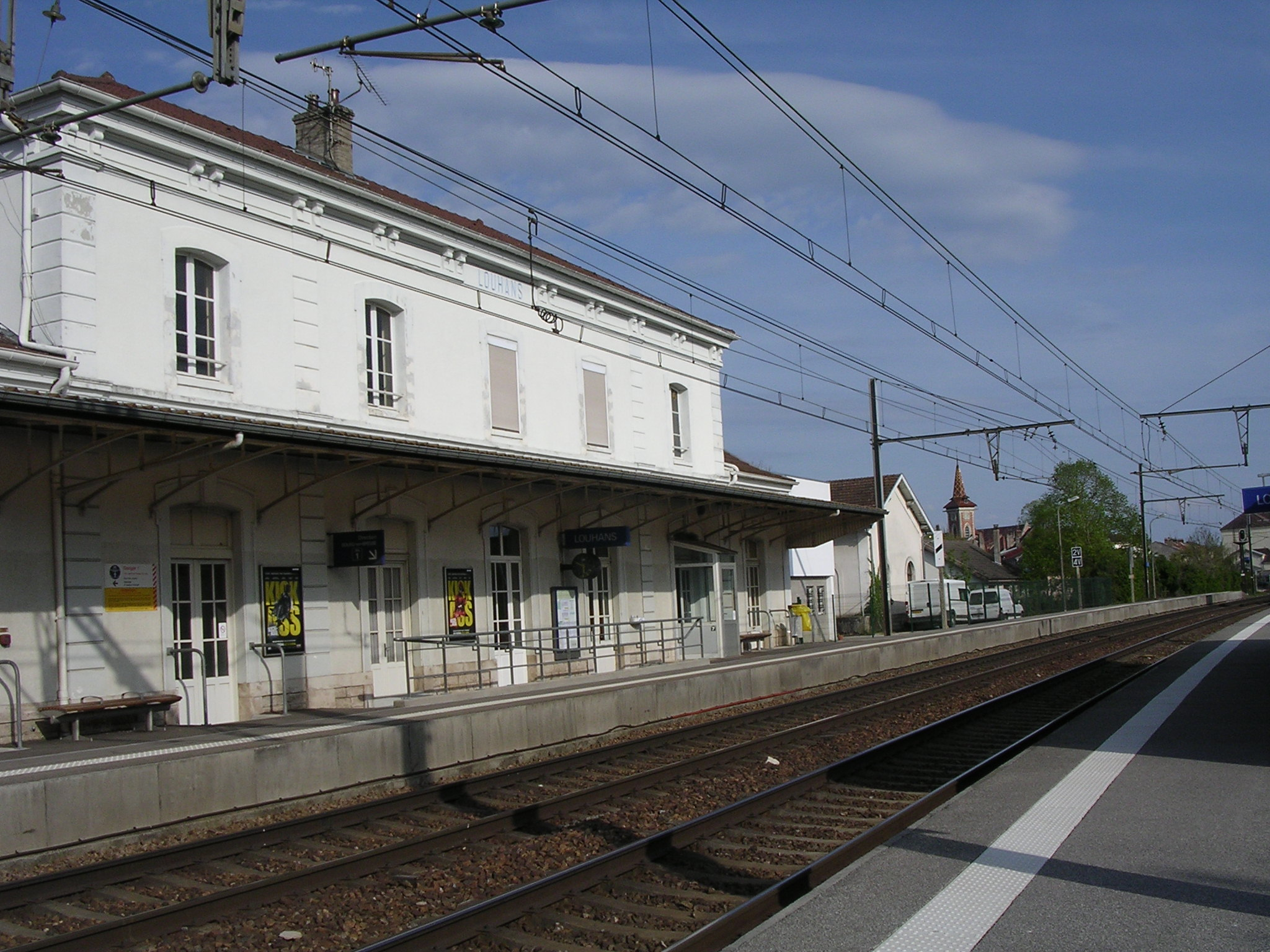
Station
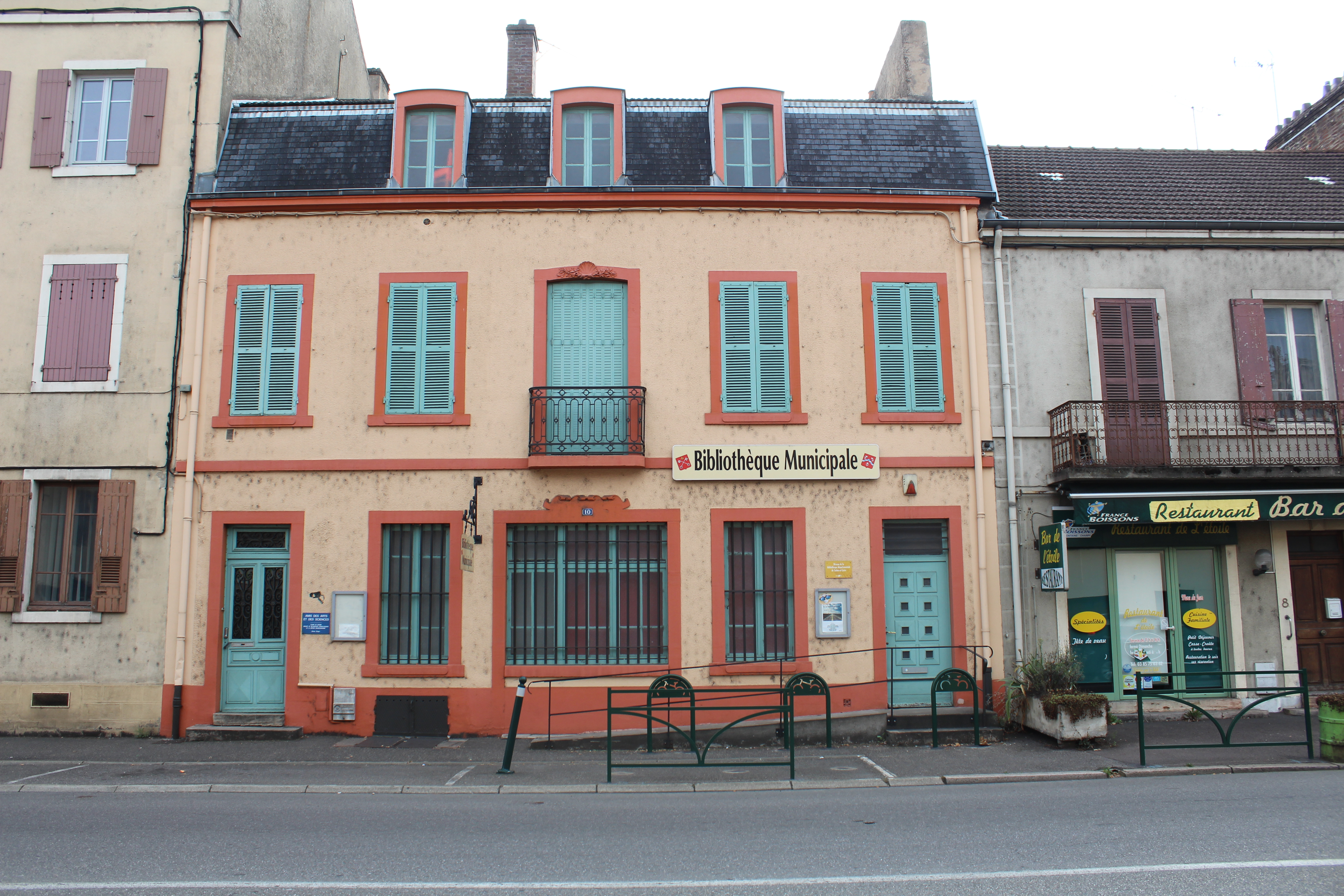
Bibliotheek

## Geboren
- Fernand Point (1897-1955), chef-kok